# ECM Prague Open 2006
ECM Prague Open 2006 — професійний тенісний турнір, що проходив на кортах з ґрунтовим покриттям I. Czech Lawn Tennis Club у Празі (Чехія). Це був 11-й за ліком чоловічий турнір, що належав до серії Challenger. Це був 10-й за ліком жіночий турнір, що належав до турнірів 4-ї категорії в рамках Туру WTA 2006. Тривав з 8 до 14 травня 2006 року.

## Очки і призові

### Нарахування очок
| Дисципліна              | П  | Ф  | ПФ | ЧФ | 1/8 | 1/16 | Q    | Q3  | Q2  | Q1  |
| Жінки, одиночний розряд | 95 | 67 | 43 | 24 | 12  | 1    | 5.5  | 3.5 | 2   | 1   |
| Жінки, парний розряд    | 95 | 67 | 43 | 24 | 1   | Н/Д  | 6.25 | Н/Д | Н/Д | Н/Д |

### Призові гроші
| Дисципліна              | П       | Ф       | ПФ     | ЧФ     | 1/8    | 1/16   | Q3   | Q2   | Q1   |
| Одиночний розряд, жінки | $22,900 | $12,345 | $6,650 | $3,580 | $1,925 | $1,035 | $555 | $300 | $175 |
| Парний розряд, жінки *  | $6,750  | $3,640  | $1,960 | $1,050 | $565   | Н/Д    | Н/Д  | Н/Д  | Н/Д  |

* на пару

## Учасники в одиночному розряді серед чоловіків

### Сіяні учасники
| Країна    | Гравець           | Рейтинг1 | Сіяна |
| --------- | ----------------- | -------- | ----- |
| Чехія     | Робін Вік         | 74       | 1     |
| Чехія     | Ян Герних         | 80       | 2     |
| Чехія     | Лукаш Длуги       | 86       | 3     |
| Аргентина | Карлос Берлок     | 82       | 4     |
| Франція   | Жульєн Беннето    | 95       | 5     |
| Чехія     | Їржі Ванек        | 85       | 6     |
| Іспанія   | Альберт Монтаньєс | 99       | 7     |
| Парагвай  | Рамон Дельгадо    | 107      | 8     |

1 Source: ATP

### Інші учасники
Нижче наведено учасників, які отримали вайлдкард на участь в основній сітці:
- Dušan Karol
- Michal Navrátil
- Вольфганг Шранц
- Майк Штайнгерр

Нижче наведено гравців, які пробились в основну сітку через стадію кваліфікації:
- Константінос Ікономідіс
- Ян Гаєк
- Петр Кралерт
- Сімоне Ваньйоцці

Такі тенісисти потрапили в основну сітку як особливий виняток:
- Марсель Гранольєрс-Pujol (досягнув фіналу в Остраві попереднього тижня)[2]
- Лямін Уахаб (виграв у Тунісі попереднього тижня)[3][4]

## Учасники в парному розряді серед чоловіків

### Сіяні пари
| Країна    | Гравець     | Країна     | Гравець      | Сіяна |
| --------- | ----------- | ---------- | ------------ | ----- |
| Чехія     | Лукаш Длуги | Чехія      | Павел Візнер | 1     |
| Чехія     | Петр Пала   | Чехія      | Давід Шкох   | 2     |
| Австралія | Ешлі Фішер  | Австралія  | Джордан Керр | 3     |
| ПАР       | Джефф Кутзе | Нідерланди | Рогір Вассен | 4     |

### Інші учасники
Нижче наведено пари, які отримали вайлдкард на участь в основній сітці:
- Мартін Дамм /  Dušan Karol
- Ян Гаєк /  Душан Лойда
- Miloslav Navrátil /  Filip Zeman

Нижче наведено пари, що пробились в основну сітку через стадію кваліфікації:
- Флорін Мерджа /  Андрей Павел

## Учасниці в одиночному розряді

### Сіяні учасниці
| Країна    | Гравчиня            | Рейтинг1 | Сіяна |
| --------- | ------------------- | -------- | ----- |
| Франція   | Маріон Бартолі      | 27       | 1     |
| Чехія     | Луціє Шафарова      | 31       | 2     |
| Ізраїль   | Шахар Пеєр          | 36       | 3     |
| Франція   | Емілі Луа           | 50       | 4     |
| Австралія | Саманта Стосур      | 55       | 5     |
| Італія    | Марія Елена Камерін | 59       | 6     |
| КНР       | Пен Шуай            | 64       | 7     |
| Україна   | Альона Бондаренко   | 69       | 8     |

1 Рейтинг подано станом на 1 травня 2006.

### Інші учасниці
Нижче наведено учасниць, які отримали вайлдкард на участь в основній сітці:
- Нікола Франькова
- Магдалена Рибарикова
- Барбора Стрицова

Нижче наведено гравчинь, які пробились в основну сітку через стадію кваліфікації:
- Вікторія Азаренко
- Наталі Грандін
- Міхаела Паштікова
- Агнешка Радванська

## Учасниці в парному розряді

### Сіяні пари
| Країна  | Гравчиня             | Країна  | Гравчиня          | Рейтинг1 | Сіяна |
| ------- | -------------------- | ------- | ----------------- | -------- | ----- |
| США     | Мартіна Навратілова  | Чехія   | Барбора Стрицова  | 65       | 1     |
| Франція | Маріон Бартолі       | Ізраїль | Шахар Пеєр        | 108      | 2     |
| Італія  | Марія Елена Камерін  | КНР     | Пен Шуай          | 110      | 3     |
| Чехія   | Габріела Навратілова | Чехія   | Міхаела Паштікова | 141      | 4     |

1 Рейтинг подано станом на 1 травня 2006.

### Інші учасниці
Нижче наведено пари, які отримали вайлдкард на участь в основній сітці:
- Нікола Франькова /  Катержина Ванькова

Нижче наведено пари, що пробились в основну сітку через стадію кваліфікації:
- Крістіна Бранді /  Aleke Tsoubanos

## Переможці та фіналісти

### Одиночний розряд, чоловіки
- Робін Вік —  Jan Hajek, 6–4, 7–6(7–4)[5]

### Парний розряд, чоловіки
- Петр Пала /  Давід Шкох —  Рамон Дельгадо /  Серхіо Ройтман, 6–0, 6–0

### Одиночний розряд, жінки
- Шахар Пеєр —  Саманта Стосур, 4–6, 6–2, 6–1[6]

Для Пеєр це був 2-й титул в одиночному розряді за сезон і за кар'єру.

### Парний розряд, жінки
- Маріон Бартолі /  Шахар Пеєр —  Ешлі Гарклроуд /  Бетані Маттек-Сендс, 6–4, 6–4

Для Бартолі це був 3-й титул в парному розряді за кар'єру, для Пеєр - 1-й.